# ريتشارد تومسون (عداء سريع)
ريتشارد تومسون (بالإنجليزية: Richard Thompson) (و. 1985  م) هو عداء سريع، ومنافس ألعاب قوى ترنيدادي، ولد في بورت أوف سبين، شارك في الألعاب الأولمبية الصيفية 2012، والألعاب الأولمبية الصيفية 2008، وألعاب القوى في الألعاب الأولمبية الصيفية 2016.

## التعليم
تعلم في كلية كوين الملكية ‏
.

## روابط خارجية
- ريتشارد تومسون على موقع الاتحاد الدولي لألعاب القوى (الإنجليزية)
- ريتشارد تومسون على موقع اللجنة الأولمبية الدولية (الإنجليزية)
- ريتشارد تومسون على موقع أوليمبيديا (الإنجليزية)
- ريتشارد تومسون على موقع اتحاد ألعاب الكومنولث (مؤرشف) (الإنجليزية)